# Фатальна пристрасть (фільм, 2015)
Фатальна пристрасть (англ. The Boy Next Door, досл. «Хлопець по сусідству») — американський трилер 2015 року, режисера Роба Коена.

## Сюжет
Головна героїня Клер Петерсон (Дженніфер Лопес) важко переживає зраду чоловіка і ніяк не може зважитися на розлучення, хоча він давно вже не живе з нею. Вона мешкає в будинку разом зі своїм сином Кевіном (Йен Нельсон) і працює викладачем. Несподівано в її житті з'являється сусідський 20-річний хлопець Ной (Райан Гузман), якому вона одразу сподобалася. Клер також цікавиться молодим хлопцем, і вони проводять ніч разом, хоча вона одразу попереджає, що ці стосунки є помилкою. Ной постійно знаходить привід зайти в гості, заводить міцну дружбу з її сином і навіть обманом переходить до її класу в коледжі. Клер намагається дистанціюватися від нього та відновити стосунки зі своїм чоловіком, але нав'язлива увага з боку сусіда переростає у справжнє переслідування і шантаж.

## У ролях
- Дженніфер Лопес — Клер Петерсон
- Райан Ґузман — Ноа Сендборн
- Крістін Ченовет — Вікі Ленсінг
- Джон Корбетт — Ґаррет Петерсон
- Лексі Аткінс — Еллі Каллаган
- Йен Нельсон — Кевін Петерсен
- Гілл Гарпер — директор Едвард Ворен
- Бейлі Чейз — Бенні
- Тревіс Шульдт — Ітан
- Адам Гікс — Джейсон Ціммер
- Франсуа Шо — детектив

## Сприйняття
Фатальна пристрасть в загальному отримала негативні відгуки критиків. На сайті Rotten Tomatoes зберігає рейтинг 14 %, а на сайті Metacritic фільм отримав 31 бал зі 100, в основному зазначаючи негативні відгуки.